# Cyphelium brachysporum
Cyphelium brachysporum är en lavart som beskrevs av Nádv. Cyphelium brachysporum ingår i släktet Cyphelium och familjen Physciaceae.   Inga underarter finns listade i Catalogue of Life.